# 硝酸钪
硝酸钪，化学式Sc(NO3)3，是一种离子化合物。和所有的硝酸盐一样，它是一种氧化剂。氧化钪溶于硝酸，再用五氧化二磷干燥可得Sc(NO3)3·4H2O。氯化钪与无水四氧化二氮或五氧化二氮反应得无水硝酸钪。